# 幹姓
幹姓，是漢姓之一，是极罕见的姓氏。
需要注意的是在简体中文「乾」和「幹」都被合并到“干”，但“幹活”或“树幹”用字的幹姓，不等於在繁体中文中也应和“天干地支”一样应写作“干”的干姓。《中华人民共和国国家通用语言文字法》第十七条第二项同意姓氏中的异体字可以保留或使用繁体字、异体字。

## 名人
- ，中國宋代人
- ，元代人

## 延伸阅读
[在维基数据编辑]
 《欽定古今圖書集成·明倫彙編·氏族典·幹姓部》，出自陈梦雷《古今圖書集成》